# Walter Sedlmayr
Walter Sedlmayr (München, 6 januari 1926 – München, 14 juli 1990) was een Beiers acteur.

## Biografie
Sedlmayr werd geboren als zoon van een tabakshandelaar en een huisvrouw. Tijdens de Tweede Wereldoorlog legde hij begin 1945 zijn Notabitur af en vervolgens werd hij ingezet als Flakhelfer. Zijn acteercarrière begon na de oorlog, met rollen bij de Münchner Kammerspiele. Hij speelde ook in allerlei Heimatfilms in de jaren 40 en 50. In 1973 won Seldmayr de Deutscher Filmpreis voor zijn rol in Theodor Hierneis oder Wie man ehem. Hofkoch wird van Hans-Jürgen Syberberg. Hij speelde ook in films van Rainer Werner Fassbinder, zoals Händler der vier Jahreszeiten (1972) en Angst essen Seele auf (1974). Sedlmayr was daarnaast op televisie te zien in onder andere de serie Polizeiinspektion 1.
Sedlmayr werd in juli 1990 op 64-jarige leeftijd dood en verminkt aangetroffen. Wolfgang Werlé en diens halfbroer Manfred Lauber werden hiervoor op 21 mei 1993 tot een levenslange gevangenisstraf veroordeeld. In 2007 kwam Werlé vrij en in 2008 Lauber. Gebaseerd op Sedlmayrs leven en dood verscheen in 2001 de biografische film Wambo, geregisseerd door Jo Baier. Sedlmayr wordt hierin gespeeld door Jürgen Tarrach. In 2000 was een aflevering in serie Die großen Kriminalfälle te zien over het oplossen van de moordzaak van Sedlmayr.

## Filmografie

### Films
- 1949: Die drei Dorfheiligen
- 1951: Heidelberger Romanze
- 1952: Jede Frau kann zaubern
- 1952: Der Weibertausch
- 1952: Zwei Menschen
- 1952: Der Hergottschnitzer von Ammergau
- 1953: Die Mühle im Schwarzwäldertal
- 1953: Ehestreik
- 1954: Die kleine Stadt will Schlafen gehen
- 1954: Rosen-Resli
- 1955: Ich weiß wofür ich lebe
- 1955: Der Frontgockel
- 1955: Königswalzer
- 1955: Drei Mädels vom Rhein
- 1956: Hilfe - sie liebt mich!
- 1957: Heiraten verboten
- 1957: Der Jäger von Fall
- 1958: Der Pauker
- 1959: Menschen im Netz
- 1959: Buddenbrooks
- 1959: Der Schäfer vom Trutzberg
- 1959: Dorothea Angermann
- 1959: Menschen im Netz
- 1959: Buddenbrooks
- 1960: Ein gewisses Röcheln
- 1964: Bei Tag und Nacht
- 1965: Die fromme Helene
- 1965: Radetzkymarsch
- 1969: Frei bis zum nächsten Mal
- 1969: Der Rückfall
- 1970: Das Glöcklein unterm Himmelbett
- 1970: Mathias Kneißl
- 1970: Baal
- 1970: Die Niklashauser Fart
- 1971: Rio das Mortes
- 1971: Händler der vier Jahreszeiten
- 1972: Die Moral der Ruth Halbfass
- 1972: Strohfeuer
- 1973: Theodor Hirneis oder Wie man ehemaliger Hofkoch wird
- 1973: Welt am Draht
- 1973: Die Sachverständigen
- 1974: Die Ameisen kommen
- 1974: Die Reform
- 1974: Angst essen Seele auf
- 1974: Der gestohlene Himmel (alternatieve titel Wetterleuchten über dem Zillertal
- 1974: Das Andechser Gefühl
- 1975: Faustrecht der Freiheit
- 1975: Das Amulett des Todes
- 1975: Lina Braake
- 1976: Der verkaufte Großvater
- 1977: Die Jugendstreiche des Knaben Karl
- 1979: Anton Sittinger
- 1981: Mein Freund, der Scheich
- 1984: Rambo Zambo

### Televisiefilms
- 1956: Der Vogelhändler
- 1958: Die Mustergattin (alleen regie)
- 1960: Ein gewisses Röcheln (regie & auteur)
- 1960: Nichts neues bei Herrn Müller (regie & auteur)
- 1961: Der jüngste Tag
- 1961: Der Sonntagsausflug (alleen regie)
- 1962: Der Marquis von Keith
- 1962: Einen Jux wil er sich machen
- 1962: Diamantenwirbel
- 1963: Nach Mitternacht im Studio (alleen regie)
- 1963: Das ist die Höhe
- 1963: Millionär för drei Tage (alleen regie)
- 1964: Bei Tag und Nacht
- 1964: Kriminalmuseum
- 1965: Die Raubritter von München (alleen regie)
- 1965: Radetzkymarsch
- 1966: Italienische Nächte
- 1966: Magdalena
- 1968: Der Staudamm
- 1969: Frei bis zum nächsten Mal
- 1969: Der Rückfall
- 1970: Baal
- 1970: Niklashauser Fart
- 1971: Rio das Mortes
- 1971: Pioniere in Ingolstadt
- 1972: Tatort – Münchner Kindl
- 1972: Acht Stunden sind kein Tag
- 1972: Bremer Freiheit
- 1972: Das feuerrote Spielmobil - Märchenbox: Doktor Allwissend
- 1973: Welt am Draht
- 1973: Steig ein und stirb
- 1973: Die Schießübung
- 1973: Der Kommissar – Ein Funken in der Kälte
- 1973: Tatort – Tote brauchen keine Wohnung
- 1973: Drei Partner
- 1974-1975: Münchner Geschichten
- 1974-1975: Spannagl & Sohn
- 1974: Der Kommissar – Tod eines Landstreichers
- 1974: Die Reform
- 1974: Die Kurpfuscherin
- 1975: Ein Deutsches Attentat
- 1975: Der Kommissar – Das goldene Pflaster
- 1975: Der Kommissar – Ein Mord auf dem Lande
- 1976-1982: Reisen mit Walter Sedlmayr
- 1976: Hände gur, alles gut
- 1976: Der verkaufte Großvater
- 1976: Vater Seidl und sein Sohn
- 1976: Alle Jahre wieder: Die Familie Semmeling
- 1977: Zeit der Bewährung
- 1977-1988: Polizeiinspektion 1
- 1979: Anton Sittinger
- 1979 en 1986/1987: Der Millionenbauer
- 1981: Mein Freund der Scheich
- 1983: Monaco Franze – Der ewige Stenz
- 1983-1985: Unsere schönsten Jahre
- 1984: Rambo Zambo
- 1986-1987: Der Schwammerlkönig
- Derrick
- Der Alte
- Der Herr Kottnik

#### Televisieseries
- Am Sonntag gehört Vati uns
  - 1964: Die Axt im Haus (nur Regie)
  - 1964: Die Geburtstagsüberraschung (nur Regie)
  - 1964: Wir sind nicht zu Hause (nur Regie)
- Das Kriminalmuseum
  - 1964: Das Kriminalmuseum – Der stumme Kronzeuge
  - 1964: Das Kriminalmuseum – Gesucht: Reisebegleiter
  - 1964: Das Kriminalmuseum – Akte Dr. W.
  - 1964: Das Kriminalmuseum – Tödliches Schach
  - 1968: Das Kriminalmuseum – Der Scheck
  - 1970: Das Kriminalmuseum – Wer klingelt schon zur Fernsehzeit
- Tatort
  - 1972: Tatort – Münchner Kindl
  - 1973: Tatort – Tote brauchen keine Wohnung
- Der Kommissar
  - 1973: Der Kommissar – Ein Funken in der Kälte
  - 1974: Der Kommissar – Tod eines Landstreichers
  - 1975: Der Kommissar – Das goldene Pflaster
  - 1975: Der Kommissar – Ein Mord auf dem Lande
- Derrick
  - 1974: Derrick: Waldweg
  - 1975: Derrick – Alarm auf Revier 12

#### Overige series
- 1966: Hafenpolizei – Die Pokerpartie
- 1968: Der Staudamm
- 1972: Acht Stunden sind kein Tag
- 1973: Drei Partner
- 1973–1980: Münchner Nachmittag
- 1974: Münchner Geschichten
- 1974: Der Herr Kottnik
- 1974–1975: Spannagl & Sohn
- 1976: Alle Jahre wieder – Die Familie Semmeling
- 1976–1982: Reisen mit Walter Sedlmayr
- 1976–1979: Vater Seidl und sein Sohn
- 1977–1988: Polizeiinspektion 1
- 1978–1980: Der Alte
- 1979 en 1986/1987: Der Millionenbauer
- 1982–1990: Auf dem Nockherberg
- 1983: Monaco Franze – Der ewige Stenz
- 1983: Der nächste, bitte!
- 1983–1985: Unsere schönsten Jahre
- 1983–1986: Walter Sedlmayrs Fernseh-Illustrierte
- 1986–1987: Der Schwammerlkönig
- 1988: Eichbergers besondere Fälle
- 1991–1992: Küchengeschichten

## Hoorspelen
- 1950: D'Noaderin is da van Therese Bauer-Peissenberg. rol: knecht. Regie: Hans Stadler. Productie: Bayerischer Rundfunk
- 1968: Joel Brand van Heinar Kipphardt. rol: Sedlaczek. Regie: Walter Ohm. Productie: BR/SWF.
- 1970: Bruder der Braut van Ernst Bruun Olsen. rol: pastoor. Regie: Martin Sperr. Productie: Bayerischer Rundfunk.
- 1972: Keiner ist böse und keiner ist gut van Rainer Werner Fassbinder. rol: grootvader. Regie: Rainer Werner Fassbinder. Productie: Bayerischer Rundfunk.
- 1974: Agathe van Franz Hiesel. rol: Herr Schlick. Regie: Heinz-Günter Stamm. Productie: BR/SFB.
- 1975: Die Geschichten vom Fräulein Pollinger van Ödön von Horváth. rol: Anton Maria Lachner. Regie: Ulrich Heising. Productie: BR/SFB.
- 1979: Adele Spitzeder van Martin Sperr. rol: Wastl, de kastelein. Regie: Wolf Euba. Productie: Bayerischer Rundfunk.
- 1979: I gib mi in deine Händ van Herbert Regele. rol: Farizeeër. Regie: Wilfried Feldhütter. Productie: Bayerischer Rundfunk.

## Trivia
- Sedlmayr baatte ook het restaurant Beim Sedlmayr in München uit.[8]